# Fatal Smile
Fatal Smile (dt. Verhängnisvolles Lächeln) war eine schwedische Sleaze-Rock-Band, die 1995 vom Gitarristen Yüksel Unutmaz gegründet wurde. Als Bandleader blieb er die prägende Figur der Gruppe und das einzige konstante Mitglied. 2014 löste er die Band auf.

## Geschichte
Der aus Katrineholm stammende Gitarrist Yüksel Unutmaz, alias Mr. Y, rief 1995 das Projekt Fatal Smile ins Leben. 1996 stieß der Bassist Marcus Johansson dazu und aufgrund besserer Möglichkeiten siedelten beide nach Stockholm um, wo Schlagzeuger Rickard Johansson und Sänger H.B. Anderson die Band komplettierten. 1999 spielten sie ein erstes Demo mit zwei Liedern ein und ein Jahr später das Demo Beyond Reality. Das Debütalbum gleichen Namens erschien 2002 bei dem Label GMR Music Group. Produziert wurde das Album dabei von Jonas Östman, dem ehemaligen Schlagzeuger von Yngwie Malmsteen.
Der Schlagzeuger Johansson verließ 2002 die Band für ein Engagement bei der Gruppe Juggernaut und wurde durch Robin Lagerqvist von der Band Six Pack Solution ersetzt. 2003 folgt die erste US-Tournee, dabei auch im Vorprogramm von Thin Lizzy. Ab 2003 arbeiteten Fatal Smile an ihrem zweiten Studioalbum Neo Natural Freaks. In einem Gespräch meinte Mr. Y: „Es ist kein Metal, es ist kein Glam Rock, es ist solider, guter alter «in your face» Hardrock, mit einem modernen Anstrich.“ Produziert wurde dieses Album von Stefan Glaumann, der bereits für Rammstein und die Backyard Babies tätig war.

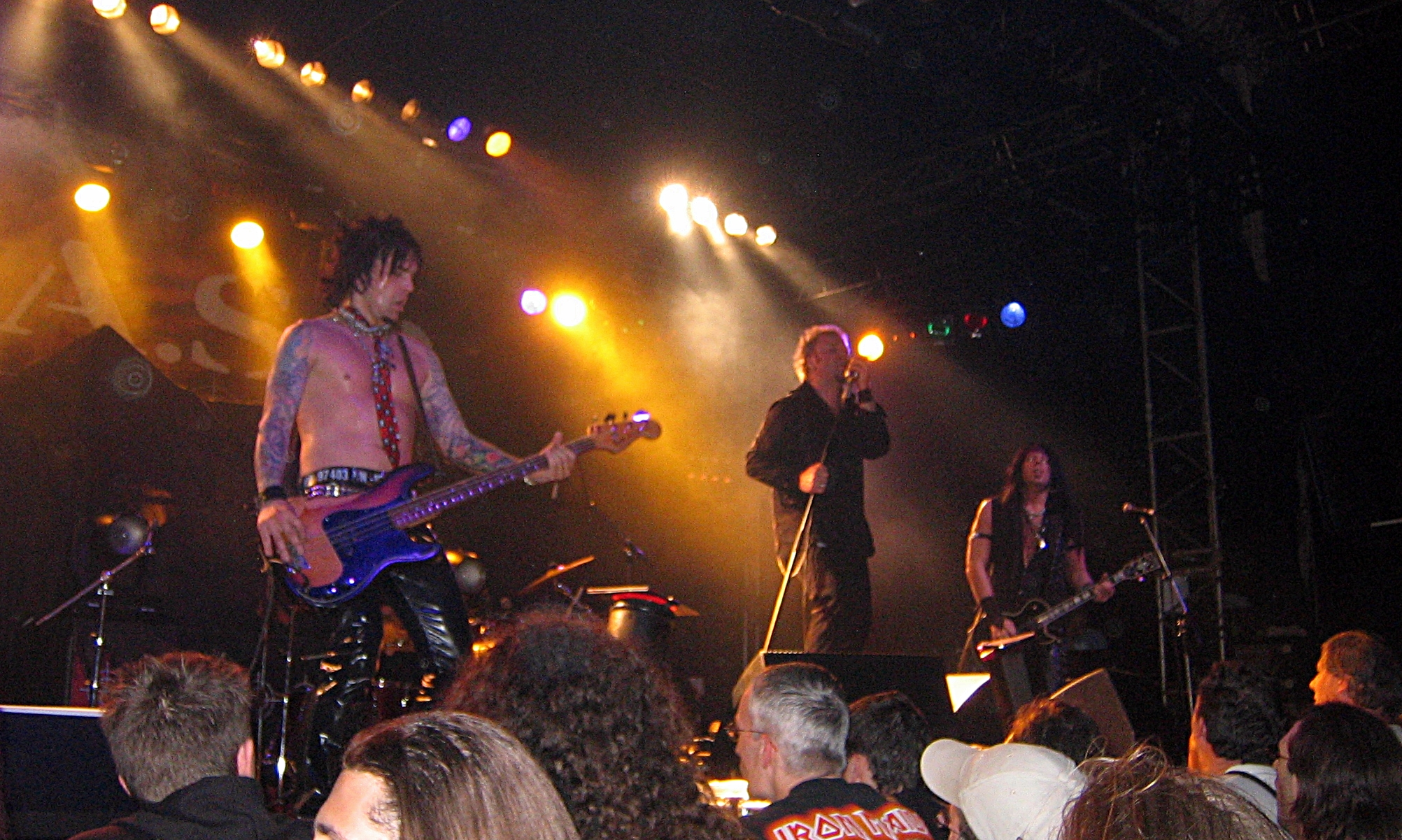
Live in Paris (2007)

Nach dessen Erscheinen 2005, betätigte sich Unutmaz zudem in der Band 8th Sin, mit der er 2006 ein Album veröffentlichte. Im Anschluss löste er Fatal Smile auf, ehe er diese bereits 2007, mit komplett neuer Besetzung, wieder ins Leben rief. Diese neue Besetzung spielte das dritte Album World Domination ein, welches von Locomotive Records veröffentlicht wurde. Bei den Swedish Metal Awards wurde es zum Album des Jahres nominiert und die Zeitschrift Sweden Rock Magazine kürte es zum Album des Monats. Eine folgende USA-Tour spielten Fatal Smile mit W.A.S.P. und Doro. 2012, nach mehr als 350 absolvierten Konzerten, veröffentlichten Fatal Smile das Album 21st Century Freaks, welches sie über einen Zeitraum von elf Monaten einspielten. Die daraus stammende Single Welcome to the Freakshow erreichte in Schweden Goldstatus. Sebastian Kronenberg lobt das Album auf metalnews.de als „starken Sound zwischen Hard Rock und Sleaze-Metal“ und dass die Band „trotz unüberhörbarer Einflüsse, ein kompositorisch erstaunlich eigenständiges Werk“ geschaffen hätte. Bei rocktimes.de meint Moritz Alves, die Truppe beweise mit dem Album, dass sie „zur Speerspitze des Skandi-Sleaze“ gehörten.
Im Frühjahr 2014 begann die Gruppe, zusammen mit der Glam-Metal-Band Shameless, eine ausgedehnte Tour durch Europa, mit geplanten 32 Konzerten. Nach dem Konzert in München, dem ersten der Tour, gab Bandleader Mr. Y jedoch am 12. April überraschend die sofortige Auflösung von Fatal Smile bekannt. Zu diesem Zeitpunkt war das neue Studioalbum White Trash Heroes bereits eingespielt und sollte zwei Wochen darauf erscheinen. Genaue Gründe nannte Mr. Y zunächst nicht, in schriftlichen Stellungnahmen drückte er jedoch aus, den „Punkt erreicht zu haben, an dem er erkannt hat, dass die Band es nicht mehr wert ist, sein Herz und seine Seele zu investieren, auch wenn er natürlich weiß, dass der Zeitpunkt maximal schlecht gewählt ist“. Stevie Rachelle, Sänger von Shameless und Tuff, kritisierte Yüksel Unutmaz jedoch scharf. Seiner Ansicht nach zeigte sich dieser äußerst verärgert darüber, dass die übrigen Bandmitglieder nach ihrem Auftritt nicht lange genug am eigenen Merchandising-Stand verharrten, worauf Unutmaz in der Umkleide „herum heulte“: „Ich habe es satt. Ich löse die Band auf und fahre nach Hause.“ Zudem kritisierte Rachelle abgehobene Rockstar-Allüren an Unutmaz und dessen Distanz zum Rest seiner Band, wie die Tatsache, dass er alleine nach München flog, während die anderen Bandmitglieder 20 Stunden im Tourbus unterwegs waren. Auf seiner Seite metalsludge.tv kritisiere Rachelle weiterhin dieses Verhalten als Schlag ins Gesicht aller Clubs, Fans und der übrigen Bandmitglieder. Fatal Smile sei für ihn nur eine „lokale, ewige Vorband“ auf dem Versuch „es irgendwann zu schaffen“. Unutmaz solle künftig daheimbleiben, und es „den Männern überlassen“, denn mit genug Geld im Rücken könne „jeder jahrelang Rockstar spielen“. Shameless kündigten umgehend an, die Tour auch alleine fort zu führen.
Trotz der Auflösung der Band erschien das Album White Trash Heroes am 25. April 2014. Die Musikseite stormbringer.at lobte es als „amtliches, sleazig angehauchtes Heavy-Rock-Brett mit druckvollem Sound und großen Refrains, das keine Gefangenen macht“. Die Begleitumstände entlocken den Kommentar, dass Fatal Smile es verstünden, „selbst im Abgang noch einen musikalischen Knalleffekt zu liefern, der dafür sorgt, dass sie in Erinnerung bleiben“.

## Diskografie

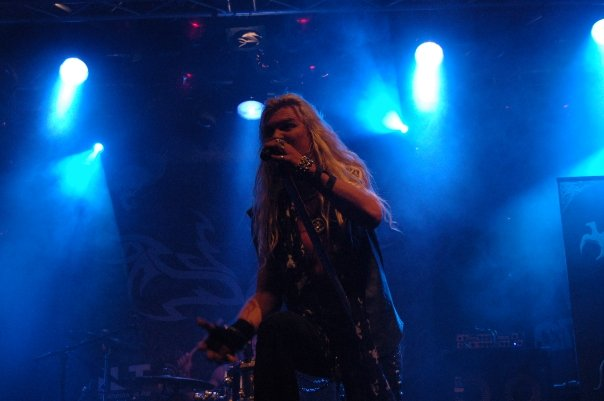
Sänger Blade (live, 2009)

### Alben
- 2002: Beyond Reality
- 2005: Neo Natural Freaks
- 2008: World Domination
- 2012: 21st Century Freaks
- 2014: White Trash Heroes

### Singles und EPs
- 2005: Learn – Love – Hate
- 2008: S.O.B.
- 2009: Run for Your Life
- 2012: 21st Century Freaks
- 2012: Welcome to the Freakshow
- 2013: For the Last in Line